# Chaetonotus segnis
Chaetonotus segnis är en djurart som tillhör fylumet bukhårsdjur, och som beskrevs av Martin 1981. Chaetonotus segnis ingår i släktet Chaetonotus och familjen Chaetonotidae. Inga underarter finns listade i Catalogue of Life.